# Carex biegensis
Carex biegensis är en halvgräsart som beskrevs av Henri Chermezon. Carex biegensis ingår i släktet starrar, och familjen halvgräs.
Artens utbredningsområde är Kongo-Kinshasa. Inga underarter finns listade i Catalogue of Life.